# Tatort: Ein Fuß kommt selten allein
Ein Fuß kommt selten allein ist ein Fernsehfilm aus der Fernseh-Kriminalreihe Tatort.
Der Film wurde vom WDR produziert und am 8. Mai 2016 nahezu zeitgleich von den Sendern Das Erste, ORF 2 und SRF 1 erstmals ausgestrahlt. Er ist die 986. Folge der Tatort-Reihe und der 29. Fall mit dem von Axel Prahl und Jan Josef Liefers dargestellten Ermittlerduo Thiel und Boerne.

## Handlung
Forstarbeiter entdecken im Wolbecker Wald das Skelett einer Frau, das bereits einige Jahre dort liegen dürfte. Bei der Toten handelt es sich laut Obduktion um die Tänzerin Elmira Dumbrowa, die vor zwei Jahren spurlos verschwunden ist und nun anhand einer auffälligen Knochenbildung am Fuß identifiziert wird. Daher konzentriert sich die Ermittlungsarbeit zunächst auf Elmiras Tanzschule, in der auch Boerne und Klemm gemeinsam Tango tanzen, weil der eigentliche Tanzpartner von Klemm gesundheitsbedingt für längere Zeit ausfällt. Elmiras Mitbewohnerin Marie wie auch Jonas, der sich in Elmira verliebt hatte, können nicht glauben, dass die junge Moldawierin tot ist. Der Orthopäde und Vereinspräsident der Tanzschule Dr. Winfried Steul sowie der Tanztrainer Andreas Roth rücken in den engeren Kreis der Verdächtigen. Beiden wäre es mehr als recht, wenn der Mord nicht weiter thematisiert würde, weil ein wichtiger Wettkampf ansteht, der der Tanzformation die Tür zur Spitzenklasse des Tanzsports öffnen könnte. Doch der angestrebte Aufstieg gerät in Gefahr, als auch Mittänzer Jonas tot aufgefunden wird.
Als in der Nähe des Tatorts Knochen eines abgetrennten Männerfußes gefunden werden, ergibt sich die Frage, ob es sich um einen Doppelmord handelt. Das Problem löst sich, als Kommissar Thiel herausfindet, dass Andreas Roth ein Unterschenkel fehlt. Der Trainer räumt am Ende ein, an Elmira Dumbrowas Tod schuld zu sein. Sie war seinerzeit nach einer Tanzfeier von einem Mittänzer vergewaltigt worden, was sie zur Anzeige bringen wollte. Um den Schuldigen zu schützen, wollte Roth mit ihr reden und fuhr ihr mit einem Motorrad in den Wald nach. Es kam zum Streit, Elmira stürzte und schlug mit dem Kopf gegen einen Stein. In Panik raste Roth den Waldweg entlang, übersah eine Eisenstange und riss sich daran seinen Fuß ab.
Der zur Unfallstelle herbeigerufene Jonas hatte ihm seinerzeit bei der Versorgung des abgerissenen Fußes geholfen und sich nun, nach dem Fund der Leiche, alles zusammenreimen können. Als damaliger Zeuge stellte er nun für Roth eine Gefahr dar. Die Beweislage ist zwar noch nicht gesichert, aber Boerne und Thiel sind sich sicher, Roth auch für diesen Mord zu überführen.

## Hintergrund
Der Arbeitstitel der Folge lautete Fußpilz. Der Film wurde an verschiedenen Orten in Münster und Köln gedreht. Die Dreharbeiten begannen am 4. November 2015 und endeten am 4. Dezember 2015. Die Szenen rund um die Preisverleihung, bei der Haller mit dem Bundesverdienstkreuz ausgezeichnet wird, wurden am 16. November 2015 in sowie vor dem Erbdrostenhof gedreht. Die Dreharbeiten zu den Szenen des Tanzwettbewerbs wurden in den Sartory-Sälen in Köln aufgezeichnet. Diese Szenen entstanden unter der Mithilfe von etwa 160 Komparsen. Die Außenaufnahmen hingegen zeigen die Stadthalle am Fritz-Gressard-Platz in Hilden. Die Verfolgungsjagd zur Tankstelle zeigt den Prinzipalmarkt sowie den Domplatz der Stadt Münster. Die Szene an der Tankstelle wurde am 3. Dezember 2015 mit etwa 40 Personen an einem halben Drehtag an der Kölner Straße in Weilerswist gedreht, denn der Straßenzug „mit den verklinkerten Häusern könnte auch im Umfeld von Münster sein“, erklärte Produktionsleiterin Marion Sand. Zuvor waren Aufnahmen in einer Tanzschule in Brühl gedreht worden. Für die Tanzszenen konnten die Tänzerinnen und Tänzer des Brühler TV 1879 sowie des RTC Witten gewonnen werden, die im Abspann der Folge genannt werden.
Thomas Jauch führte bereits Regie bei der Folge Mord ist die beste Medizin. Er hatte „immer wieder den Wunsch geäußert, einmal einen Tanzfilm zu drehen“, was ihm nach dem 2015 gedrehten Kölner Tatort Tanzmariechen nun auch mit dem Münsteraner Tatort gelungen war. „Die schwierige Aufgabe war es, vier Schauspieler in eine zwölfköpfige Tanzformation so »einzubauen«, dass der Zuschauer den Eindruck hat, die vier Darsteller gehören schon immer dazu“, erklärte Jauch. „Wir hatten nur ca. 20 Trainingsstunden zur Verfügung und haben natürlich Schauspieler mit Tanzgrundkenntnissen gecastet“, denn „alle Tanzszenen der Schauspieler sind original – niemand wurde gedoubelt.“ Dabei wurden die Tanzszenen mit bis zu drei Kameras gleichzeitig gedreht.
Unmittelbar vor dem Beginn der Erstausstrahlung wurde erstmals die neue Tatort-App der ARD beworben, die neben dem vierwöchigen Abruf der Tatort-Folge aus der ARDmediathek, der Bereitstellung diverser Service-Inhalte sowie der Darstellung von Twitter-Nachrichten mit Tatort-Bezug zugleich dem Zuschauer die Teilnahme an den Ermittlungen am Second Screen parallel zur Ausstrahlung im Fernsehen ermöglicht. Der Brühler TV 1879 veranstaltete zur Erstausstrahlung der Folge ein Public Viewing im Tanzsportzentrum in Brühl, bei dem die Folge auf einer Großbildleinwand zu sehen war.
Mechthild Großmann gehört seit 1976 zum Ensemble des Wuppertaler Tanztheaters Pina Bausch. Dennoch hat sie niemals professionellen Turniertanz im Bereich des Standardtanzes betrieben.
In der Folge wird die von Christine Urspruch verkörperte Rolle der Silke Haller mit dem Bundesverdienstkreuz ausgezeichnet. Tatsächlich wurde ihr Schauspielkollege Jan Josef Liefers 2011 mit dem Verdienstkreuz am Bande der Bundesrepublik Deutschland für soziales Engagement ausgezeichnet.
Maximilian von Pufendorf war bereits 2003 in der Folge Dreimal schwarzer Kater des Münster-Tatorts zu sehen.
Die Folge wird mit dem Musiktitel Footloose von Kenny Loggins aus dem Soundtrack des gleichnamigen Films aus dem Jahr 1984 eröffnet. Dies sei als Anspielung auf die Rolle des Tanzlehrers Andreas Roth zu verstehen, der bei einem Verkehrsunfall einen Fuß verloren hat. Der Musiktitel ist mehrmals im Verlauf der Folge zu hören. Klemm und Boerne tanzen in ihrer ersten Tanzstunde zu La Cumparsita (Orquesta Típica, Buenos Aires). Als Herbert Thiel mit seinem Taxi den Tatort im Wald erreicht, ist aus dem Autoradio Purple Haze von Jimi Hendrix aus dem Jahr 1967 zu vernehmen. Das Tanzensemble, das vor dem Auftritt der von Andreas Roth geleiteten Tanzformation zu sehen ist, tanzt zu Rise Like a Phoenix, mit dem Conchita Wurst den Eurovision Song Contest 2014 gewann. Der von Haller als „Kriminaltango“ bezeichnete Tanz mit Boerne ist mit den Klängen von Hernando’s Hideaway, einem Tango, der 1954 für das Musical The Pajama Game geschrieben wurde, in der Fassung des Tango-Orchesters Alfred Hause untermalt. Unmittelbar vor dem Abspann ist ein Video zu sehen, das Boerne in der Umkleide des Tanzstudios zu I Will Survive von Gloria Gaynor aus dem Jahr 1978 tanzend zeigt, was die Presse mit John Travoltas Auftritt in Saturday Night Fever verglich.
Die Pferde von Dr. Steul tragen die Namen Ginger und Fred, was als eine Anspielung auf das berühmte Tanzpaar Ginger Rogers und Fred Astaire und auch den Film Ginger und Fred aus dem Jahr 1986 zu verstehen ist. Mehrmals wird auf die Fernsehsendung Wissen macht Ah! des WDR verwiesen, während das Bett von Marie Ade als Friedhof der Kuscheltiere bezeichnet wird.
Boerne fährt einen Maserati Ghibli (Tipo M157) mit 410 PS.

## Rezeption

### Einschaltquoten
Die Erstausstrahlung von Ein Fuß kommt selten allein am 8. Mai 2016 wurde in Deutschland von 12,69 Millionen Zuschauern gesehen und erreichte einen Marktanteil von 37,1 %. Das war der höchste Marktanteil für einen Tatort seit dem 26. September 1993. Damals sahen 39,5 Prozent den Hamburger Tatort Um Haus und Hof mit Stoever und Brockmöller. In der Gruppe der 14- bis 49-jährigen Zuschauer konnten vom Münsteraner Tatort 4,03 Millionen Zuschauer und ein Marktanteil von 31,9 % erreicht werden. Damit konnte Ein Fuß kommt selten allein zwar weniger Zuschauer als die Folge Schwanensee der Münsteraner Ermittler erreichen, die bei der Erstausstrahlung im November 2015 von 13,63 Millionen Zuschauern verfolgt wurde, konnte jedoch mit 37,1 % einen um 1,4 Prozentpunkte größeren Marktanteil erzielen.
In Österreich wurden 763.000 Zuschauer erreicht und damit eine durchschnittliche Reichweite von 10 % sowie ein Marktanteil von 26 % erzielt.
In der Schweiz verfolgten 510.000 Zuschauer im Alter von über drei Jahren die Erstausstrahlung der Folge und bescherten ihr dadurch einen Marktanteil von 29,9 %. In der Gruppe der 15- bis 59-jährigen Zuschauer wurden 258.000 Zuschauer gezählt sowie ein Marktanteil von 25,4 % gemessen.

### Kritik
Der Stern-Kritiker Carsten Heidböhmer urteilt eher negativ, diese Folge ist „eine der schwächeren »Tatort«-Folgen aus Münster. Der Fall ist belanglos, und das wird diesmal nicht durch ein Feuerwerk von Pointen wettgemacht. Das komplette Team wirkt ein wenig lustlos.“ Dennoch reiche es „noch immer für einen leidlich unterhaltsamen Fernsehabend“, obwohl „Thiel und Boerne außer Form“ seien.
Auch Katharina Riehl, Kritikerin der Süddeutschen Zeitung, kann der Folge nicht viel Positives abgewinnen: „Inzwischen aber lastet das alberne Gefrotzel zwischen dem Gerichtsmediziner-Snob Boerne (…) und dem dicklichen Kommissar (…) zentnerschwer auf jedem Drehbuch. Der Witz ist in Münster von der Kür längst zur Pflicht geworden.“ Sowohl die „heitere Nebenhandlung“, die „stets mit aller Gewalt an die Story genagelt“ wird, als auch berechenbare Zufälle wie der Knochenfund durch Thiels Vater: „Das ist wie in den Neunzigerjahren beim Bullen von Tölz, da war es auch immer die Mama, die ihrem Sohnemann ganz zufällig die entscheidenden Hinweise mit dem Schweinebraten servierte“.
Mit der Folge „knüpft der Münster-Tatort endlich wieder an seine besten Zeiten an“, urteilt Detlef Hartlap, Chefredakteur der prisma. Das Team um Thiel und Boerne sei in „Hochform“ zu sehen, „so gut waren sie lange nicht mehr drauf“. „Der Film schwingt sich im Tango-Takt zu jener höheren Beklopptheit auf, die wir an Thiel/Boerne geliebt haben, bevor sie fünf Episoden lang seicht und seichter wurden“, freut sich Hartlap und erinnert sich, „man hatte ja fast schon vergessen, wie gut die mal waren“. Hartlap resümiert, die Folge gehe „zurück zu den Wurzeln“, wodurch sie „ein lustvoll gespielter Spaß-Krimi mit ernsthaftem Täter-Raten“ sei.
Petra Noppeney von den Westfälischen Nachrichten nannte die Folge „relativ klamaukfrei“, die „die Zuschauer diesmal großflächig mit einem sehr ausgewogenen Verhältnis von Krimi und Klamauk überraschte“. Die Handlung „klingt abenteuerlich“, jedoch nur auf den ersten Blick, denn „daraus erwuchs ein spannender Fall, der andere Hintergründe hatte als Eifersucht“. Insbesondere Max von Pufendorf „überzeugte als gegelter Trainer, der Großes mit seinen Profi-Tänzern vorhatte und das Störfeuer durch eine Ex-Tänzerin gewaltsam beendete“, doch auch Thomas Heinze „als schnöseliger Vereinspräsident und Weißkittelträger, der galant eine Jurorin umschmuste“, sei „herrlich“ anzusehen. Zwar kam er einem „Appendix“ gleich, „aber schön war er schon, der »Kriminaltango« von Professor Boerne und Alberich am Schluss“, schloss Noppeney.

### Zuschauerreaktionen
Unter social.ard.de konnten sich die Zuschauer parallel zur Erstausstrahlung inhaltlich über die Folge austauschen. Dabei wurde aufgerufen, eine Bewertung der Folge in Schulnoten abzugeben. Die Zuschauer vergaben eine durchschnittliche Bewertung von 2,08 bei 475 abgegebenen Stimmen.
Mehrere Kommentare zur Aussprache des Münsteraner Ortsteils Wolbeck waren auf social.ard.de zu lesen, darunter „Wooolbeck oder doch richtigerweise Wolbeck mit kurzem O?“ sowie die Frage „Wann lernen die endlich, wie Wolbeck richtig ausgesprochen wird???“ Weiter wurde angemerkt, „spätestens seit Folge 851 sollte die richtige Aussprache trainiert sein“, denn die Folge Das Wunder von Wolbeck machte vor der Erstausstrahlung im November 2012 damit Schlagzeilen, dass sich im Fernseh-Werbetrailer der ARD ein Schreibfehler eingeschlichen hatte, der den Stadtteil fälschlicherweise als „Wohlbeck“ auswies, was zugleich von Filmkritiken übernommen wurde.
„Den Realitätsbezug des #Tatort merkt man vor allem an der sehr westfälischen Aussprache von Wolbeck“, war auf Twitter zu lesen. Wolbecks Bezirksbürgermeister Rolf Schönlau nahm den sprachlichen Fauxpas gelassen und ließ in einem Interview mit Antenne Münster verlautbaren, die Tatort-Produzenten seien dem Stadtteil offenbar „wohlgesonnen“.